# فرانكي لي
فرانكي لي (بالإنجليزية: Frankie Lee)‏ هو ممثل أمريكي، ولد في 31 ديسمبر 1911 في الولايات المتحدة، وتوفي في 29 يوليو 1970 بلوس أنجلوس في الولايات المتحدة.

## وصلات خارجية
- فرانكي لي على موقع IMDb (الإنجليزية)
- فرانكي لي على موقع أول موفي (الإنجليزية)
- فرانكي لي على موقع قاعدة بيانات الأفلام السويدية (السويدية)
- فرانكي لي على موقع قاعدة بيانات الفيلم (الإنجليزية)
- فرانكي لي على موقع كينوبويسك (الروسية)